# Herbert Limmer
Herbert Limmer (* 6. Oktober 1930 in Berlin; † 10. April 2023 in Düsseldorf) war ein deutscher Diplomat.

## Leben
Limmer studierte Wirtschaftspolitik und Sozialwissenschaften in den USA. Nach dem Studium der Volkswirtschaftslehre und Sozialwissenschaften und der Promotion zum Dr. oec. trat er 1957 in den Auswärtigen Dienst ein. Sein Berufsweg führte ihn an die Botschaften in Mexiko-Stadt (1961–1963), Rio de Janeiro (1963–1966) und Tel Aviv (1966–1970). Von 1970 bis 1973 war er an der Botschaft in Buenos Aires als Leiter der Wirtschaftsabteilung tätig. 1973 übernahm er in Bonn die Leitung des Referats Organisation im Auswärtigen Amt unter der Regierung Schmidt als Vortragender Legationsrat I. Klasse. Als solcher wägte er ab, ob Paul von Maltzahn während des libanesischen Bürgerkrieges wieder auf seinen Posten nach Beirut gesandt werden sollte, und stimmte mit dem Vortragenden Legationsrat Metternich Pressemitteilungen über den Austausch von zwölfköpfigen Militäratachéstäben mit der Sowjetunion als vertrauensbildende Maßnahme für die KSZE ab.
Ab 1979 war Limmer Beauftragter für Lateinamerikapolitik, seit 1983 leitete er eine Abteilung im Presse- und Informationsamt der Bundesregierung. Unter der Regierung Kohl leitete das CDU-Mitglied Limmer als Ministerialdirektor die Auslandsabteilung des Bundespresseamtes. In diesem Amt nahm er am 10. April 1979 an einem Gespräch zwischen Helmut Schmidt und dem peruanischen Ministerpräsidenten Pedro Richter Prada in Lima teil, über das er Protokoll führte.
Im Jahre 1987 ging er als Nachfolger von Hans-Werner Graf Finck von Finckenstein als Botschafter nach Argentinien, wo er 1990 der erste gesamtdeutsche Botschafter wurde, da die von Walter Neumann in Argentinien vertretene DDR nicht mehr existierte.
Die Entscheidung, Limmer nach Brasília zu entsenden, kam von Helmut Kohl. Dort wurde er am 15. September 1993 von Staatspräsident Itamar Franco zur Überreichung seines Beglaubigungsschreibens als Botschafter in Brasilien empfangen. Dieses Amt hatte er bis zu seiner Pensionierung im Jahre 1995 inne.